# Lingue tracio-daciche
Le lingue tracio-daciche sono un ipotetico sottogruppo delle lingue proto-balcaniche, a sua volta parte della famiglia linguistica indo-europea, che comprenderebbe le lingue appartenenti ai gruppi tracico e dacico.

## Prove
L'idea di raggruppare le lingue daciche e traciche in un unico ramo della famiglia linguistica indoeuropea risale agli anni 1950 e da allora ha incontrato largo successo, essendo stata sostenuta negli anni da numerosi studiosi, quali Russu (1967), Solta (1980), Vraciu (1980), Crossland (1982), Rădulescu (1984), Trask (2000), McHenry (1993), Mihailov (2008). Secondo Crossland e Solta non esisterebbe una vera e propria divergenza tra le due lingue, che andrebbero piuttosto collocate in un continuum dialettale orientato da nord verso sud. Dello stesso orientamento risulta Rădulescu, che però accetta che il daco-mesiano possieda un certo grado di individualità dialettale.

## Altre ipotesi interpretative
Negli anni 1950, il linguista Vladimir Georgiev, coadiuvato dal collega Ivan Duridanov, pubblicò uno studio nel quale collocava la lingua armena tra le lingue iraniche e, allo stesso modo, classificava la lingua misia all'interno di un ipotetico ramo linguistico daco-misiano, definendola come l'anello di congiunzione fra la lingua tracica e la lingua daco-mesiana. Questa ipotesi poggiava principalmente sul fatto che la lingua daca e la lingua misia, nonostante presentino sistemi fonetici diversi, hanno, in genere, toponimi con desinenza in -dava, mentre i toponimi traci generalmente terminano i -para. Nello stesso studio Georgiev sosteneva che tra le lingue daco-misiane andrebbe collocata anche la l'albanese, nonostante in questa siano quasi del tutto assenti toponimi con desinenza in -dava. In uno studio del 1982 Polomé si oppose alle conclusioni di Georgiev e Duridanov, sostenendo che le prove presentate dai due linguisti bulgari, sebbene consistenti, non fossero affatto sufficienti a concludere questa classificazione per il misio, solitamente accostato al frigio, così come l'esistenza di una cesura netta tra il daco e il tracico, dato che potrebbero essere sia due dialetti della stessa lingua che due lingue distinte.

## Critiche
Nonostante questa lunga tradizione di consenso, l'archeologo irlandese Mallory non sarebbe sostenibile una parentela così stretta tra le lingue traciche e le lingue daco-mesiane, in quanto solo una minoranza dei toponimi a nord del Danubio presenterebbe radici "pan-traciche". A partire da un'epoca molto precoce fu avanzata l'ipotesi di un legame tra la lingua tracica e altre lingue indoeuropee geograficamente vicine, quali il greco antico, il frigio e il proto-armeno. Infatti, le somiglianze lessicali fra il tracico e il greco antico sono notevoli: molti suffissi presentano somiglianze e molti antroponimi e toponimi tradiscono un'influenza greca. In particolare, Frederik Kortlandt ha sostenuto questa identificando tra queste lingue corrispondenze sonore e somiglianze grammaticali, soprattutto fra il tracico e il proto-armeno, e raggruppando la lingua daca con l'albanese. Tuttavia, questa ipotesi ha incontrato molte critiche e non è più ritenuta un'ipotesi sostenibile.